# Морський тарган
Морський тарган (Saduria) — рід бентичних рівноногих ракоподібних з родини Chaetiliidae, що містить такі види:
- Saduria entomon (Linnaeus, 1758) — Морський тарган солонуватоводний
- Saduria megalura (G. O. Sars, 1879)
- Saduria sabini (Krøyer, 1849)
- Saduria sibirica (Birula, 1896) — Морський тарган сибірський